# Романюк Василь Григорович
Василь Григорович Романюк (30 січня 1910, Драбів — 31 липня 1993) — радянський інструктор-випробувач парашутів, Заслужений тренер СРСР з парашутного спорту, полковник. Перший серед парашутистів-випробувачів, удостоєний звання Героя Радянського Союзу (1957).

## Біографія
Народився 30 січня 1910 року в містечку Драбові (нині селище міського типу Черкаської області Україна), в сім'ї робітника. Українець. Член ВКП(б)/КПРС з 1930 року. Закінчив 7 класів. Працював у радгоспі.
У Червоній Армії з 1928 року. Член ВКП(б) с 1930 року. У 1931 році закінчив Орджонікідзевське піхотне училище, в 1933 році — Оренбурзьку військову авіаційну школу льотчиків-спостерігачів, а в 1934 році — курси інструкторів парашутно-десантної служби.
Заступник начальника відділення з льотних випробувань і парашутної підготовки — старший інструктор-випробувач парашутів і катапульт установок Науково-дослідного інституту ВПС СРСР полковник Василь Романюк здійснив 3 475 стрибків, більшість з яких були експериментальними — при польотах на надзвукових швидкостях і зі стратосфери.
25 вересня 1945 року він здійснив затяжний стрибок із стратосфери. Спортсмен покинув літак на висоті 13 108,5 метрів, у вільному падінні пробув 167 секунд і розкрив парашут на висоті 1 000 метрів. Було перекрито всі існуючі досягнення, як по висоті, так і за тривалістю падіння з нерозкритим парашутом. У 1957 році встановив нове досягнення, стрибнувши з висоти 13 400 метрів з негайним розкриттям парашута.
Всього Василь Романюк встановив 18 світових рекордів і ряд висотних рекордів.
Указом Президії Верховної Ради СРСР від 9 вересня 1957 року за випробування парашутної техніки і проявлені при цьому мужність, відвагу і героїзм, полковнику Романюку Василю Григоровичу присвоєно звання Героя Радянського Союзу з врученням ордена Леніна і медалі «Золота Зірка» (№ 11104). Він став першим серед парашутистів-випробувачів, удостоєний цього високого звання.
У 1951 році закінчив Військово-повітряну академію. З 1964 року полковник В. Г. Романюк — в запасі. Працював у Науково-дослідному інституті. Автор книги «Нотатки парашутиста-випробувача». Жив у місті Щолково Московської області. Помер 31 липня 1993 року. Похований на кладовищі села Леоніха Щолковського району Московської області.

## Нагороди, пам'ять
Нагороджений двома орденами Леніна, орденами Червоного Прапора, Вітчизняної війни 1-ї та 2-го ступеня, двома орденами Червоної Зірки, медалями. В. Г. Романюк — майстер спорту і заслужений тренер СРСР з парашутного спорту.
Ім'ям Героя Радянського Союзу В. Г. Романюка названо провулок у селищі міського типу Драбові. У селищі Чкаловський на будинку, в якому жив Герой, встановлена меморіальна дошка.